# Carey (Idaho)
Carey város az USA Idaho államában, Blaine megyében. Lakosainak száma 685 fő (2020. április 1.).

## Népesség
A település népességének változása:

| 2010 | 604 |
| 2020 | 685 |